# Louis Dietsch
Pour les articles homonymes, voir Dietsch.
Louis Dietsch, né à Dijon le 17 mars 1808, mort à Paris le 20 février 1865, est un compositeur et chef d'orchestre français.

## Biographie
Pierre Louis Philippe Dietsch – qui n’utilisa usuellement que son second prénom, Louis – naît à Dijon, dans une maison située actuellement 38 rue Jean-Jacques Rousseau. Son père, fabricant de bas, était originaire de la ville allemande d’Apolda, située entre Leipzig et Weimar. Sa mère était Dijonnaise. Louis Dietsch commença ses études musicales à la maîtrise de la cathédrale de Dijon, dirigée par Travisini.
Il fut remarqué par Alexandre-Étienne Choron qui l'incita à venir à Paris, où il suivit son enseignement à l'Institution de musique classique et religieuse, puis avec Anton Reicha pour le contrepoint et Marie-Pierre Chenié (1773–1832) pour la contrebasse au Conservatoire de Paris. Après la Révolution de 1830, il obtint le premier prix de contrebasse. En 1831, il épousa Pauline Sacré, dont il devait avoir deux filles.
Quelque temps après, il devint premier contrebassiste à l'orchestre des Italiens. Il assuma les fonctions d'organiste aux Missions étrangères jusqu'en 1835, avant l'arrivée de Charles Gounod. Puis il devint successivement maître de chapelle à l'église Saint-Paul-Saint-Louis, et maître de chapelle à Saint-Eustache. Dans cette église, il réforma la maîtrise et fit entendre, le jour de Pâques 1838, une grand'messe à orchestre, qui eut un retentissement important ; Berlioz l'apprécia. Elle valut à Dietsch la grande médaille du mérite dans les arts et les sciences décernée par le roi de Prusse. À la suite de l'incendie de l'orgue de Saint-Eustache, survenu en décembre 1844, Louis Dietsch fut un moment accompagnateur à l'église Saint-Roch, mais il revint à Saint-Eustache en 1845. En 1850, il devint maître de chapelle à l'église de la Madeleine. À ce titre, il assista au Congrès pour la restauration du plain-chant et de la musique de l'Église en 1860.
Lorsque l'école Niedermeyer fut fondée en 1853, Dietsch y fut nommé professeur et inspecteur des études ; il assura l’intérim de la direction à la mort de Niedermeyer en 1861.
En 1840, Louis Dietsch avait été nommé chef de chœur à l'Opéra grâce à Rossini. Il se voit confier par Léon Pillet, le directeur de l'Opéra, la composition d'un ouvrage sur un livret de Paul Foucher (beau-frère de Victor Hugo) et Bénédict-Henry Révoil, Le Vaisseau fantôme, ou le maudit des mers, créé à l'Opéra le 9 novembre 1842,moins de deux mois avant la création de l’œuvre homonyme de Wagner, et suivi d'onze représentations, sur le même sujet. L'œuvre tombe ensuite dans l'oubli.
En janvier 1860, il devint premier chef d'orchestre. Il fit alors jouer : Pierre de Médicis du prince Poniatowski ; Sémiramis de Rossini ; la Reine de Saba de Gounod ; la Mule de Pedro (1863) de Massé ; Le Papillon d'Offenbach ; La Muette de Portici d’Auber ; Les Capulets et les Montaigus de Bellini ; Les Vêpres siciliennes de Verdi ; l’Alceste de Gluck. En 1861, il fit jouer la première représentation du Tannhäuser de Wagner, Salle Le Pelletier, alors que ce dernier aurait souhaité diriger lui-même, ce à quoi Dietsch s’opposa, avec le soutien de sa hiérarchie. En 1863, à cause de différends avec le directeur et une dispute avec Verdi, il fut mis à la retraite de ses fonctions à l’Opéra, mesure qui l’affecta.
Il mourut subitement le 20 février 1865. Ses obsèques furent célébrées à la Madeleine et il fut enterré au cimetière de Montmartre. Il avait reçu en 1856 la Légion d'honneur comme compositeur de musique religieuse. Le 30 avril 1882, un buste du compositeur fut inauguré sur la façade de sa maison natale et en 1889, le nom de Louis Dietsch fut donné à une rue de Dijon.

## Œuvres
- Messe solennelle à quatre voix, chœurs et orchestre (1838) dédiée à Meyerbeer.
- Une vingtaine de messes.
- Le Vaisseau fantôme, opéra en deux actes, joué à l'Opéra en 1842[7],[8].
- Te Deum  (1844) à 5 voix et grand orchestre.
- Ballet pour le Freischütz (1846).
- Adaptation à la scène de Roméo et Juliette de Bellini (1846).
- Requiem (1857) à la mémoire d'Adolphe Adam.
- Manuel du maître de chapelle (Paris, 1864).
- Stabat Mater (éd. 1864).

Son motet Ave Maria, sur la mélodie d'une chanson d'Arcadelt « Nous voyons que les hommes », devenu célèbre, est un faux de Louis Dietsch.